# Achalcus californicus
Achalcus californicus är en tvåvingeart som beskrevs av Marc Pollet och Meg S. Cumming 1998. Achalcus californicus ingår i släktet Achalcus och familjen styltflugor. Inga underarter finns listade i Catalogue of Life.